# Jorge Martínez (aktor)
Jorge Horacio Martínez (ur. 24 marca 1947 r. w Buenos Aires, w Argentynie) – aktor filmowy, teatralny i telewizyjny, scenarzysta Moje dni z Weroniką (Mis días con Verónica, 1980).
Występował m.in. w spektaklach: Ale w nocy ... lepiej! (Pero de noche… ¡mejor!, 1973), Żona jest zwyczaj 40-karatowa (La esposa es una costumbre 40 kilates, 1973/74), Róża na śniadanie (Una rosa para el desayuno, 1975/76), Absurd osoby liczby pojedynczej (Absurda persona singular, 1977), Krawaty sypialni (Enredos de alcoba, 1978), Głosujemy (Vamos a votar, 1982), Słodka Charity (Sweet Charity, 1986) Boba Fosse’a, Boeing Boeing (1989/90) Marca Camolettiego, Program Jorge Martineza (El show de Jorge Martínez, 1992), Ostatni z żarliwych miłośników (El último de los amantes ardientes, 1998), Moje życie...szalone (Mi vida… loca, 2000), 5 gays.com (2005) i Jak bezpańskie koty (Como gatos callejeros, 2007).

## Wybrana filmografia

### Filmy fabularne
- 1973: Rycerze okrągłego łóżka (Los caballeros de la cama redonda)
- 1974: Kwiat mafii (La flor de la mafia)
- 1974: Wielka przygoda (La gran aventura) jako członek zespołu Ferrara
- 1975: Tylko ona (Solamente ella)
- 1975: La Raulito jako lekarz
- 1975: Los irrompibles jako Harry El Caliente
- 1975: Cztery trójkąty (Triángulo de cuatro)
- 1977: Jacinta Pichimauida se enamora jako Carlos Pamplon
- 1978: Matka panny młodej (La mamá de la novia)
- 1980: Barbara (Bárbara) jako Mauricio Karagorggevich (Mauro)
- 1982: Jesteśmy? (¿Somos?) jako Dr Roberto Lecube
- 1982: Kto uwiódł żonę? (Quien sedujo a mi mujer?, TV) jako Carlos
- 1984: Komornicy (Repo Man) jako Tenisista
- 1987: Zdażyc na czas (Catch the Heat) jako Raul De Villa
- 1987: Gdy robi się gorąco (Catch the Heat) jako Raul de Villa
- 1989: La bella del Alhambra jako Jorge
- 1991: Danzón jako Tancerz przy Salón Los Ángeles
- 1996: Burmistrz Edyp (Oedipo alcalde) jako Cura
- 1997: Cuba libre – Velocipedi ai tropici jako Gutierrez
- 1997: Tajne historie w Hawanie (Historias clandestinas en La Habana) jako Santiago
- 1999: Operación Fangio jako Sandoval

### Seriale TV
- 1971: Pájaro loco
- 1978: Vos y yo, toda la vida jako Marcelo
- 1979: Lew i różą (El león y la rosa) jako Chacho
- 1979: Propiedad horizontal jako Rodrigo
- 1985: Maria (María de nadie) jako Juan Carlos Arocha
- 1988: El extraño Retorno de Diana Salazar jako Mario Villareal / Don Eduardo Carbajal
- 1989: Tajemnicza dama (La extraña dama) jako Marcelo Ricciardi
- 1991: Manuela jako Fernando Salinas
- 1992: Micaela jako Sebastián
- 1992: Soy Gina jako Marcelo Ricciardi
- 1996: Chiquititas jako Jorge Clementi
- 1996: Dwa oblicza miłości (Amor sagrado) jako Leandro Renzi
- 1998: Socios y más jako Juan Fernández
- 1999: Me muero por tí jako Don Felipe
- 2000: Zemsta – drugie spojrzenie (La Revancha) jako Rodrigo Arciniegas
- 2001: PH jako Lorenzo
- 2004: Prisionera jako Ricardo Montenegro
- 2005: El Amor No Tiene Precio jako Miguel Augusto Montalbán / Abel Montalbán
- 2006: Jesteś moim życiem (Sos mi vida) jako Emilio Sanabria „Chucho”
- 2006: Amor mío jako Pan Mesmer
- 2008: Don Amor jako Ángel Carvajal
- 2011: Los únicos jako Miguel Angel Fox
- 2014: El Francés jako turek
- 2014: Somos familia jako Padre de Joaquin y Pablo